# Viheri
Viheri är en sjö i kommunen Joutsa i landskapet Mellersta Finland i Finland. Sjön ligger 93,8 meter över havet. Den är 37,5 meter djup. Arean är 4,32 kvadratkilometer och strandlinjen är 23,33 kilometer lång. Sjön  ingår i Kymmene älvs huvudavrinningsområde.   Den ligger omkring 60 kilometer söder om Jyväskylä och omkring 180 kilometer norr om Helsingfors. Den ligger sydöst om tätorten Joutsa.
I sjön finns öarna Terrisaaret och Lähdesaari. 
Nordöst om Viheri ligger Viheri bro. Öster om Viheri ligger Kataatselkä. 